# Zengővárkony
Zengővárkony [ˈzɛŋɡøːvaːrkoɲ] (deutsch Warkon, kroatisch Vakonja) ist eine Gemeinde im Kleingebiet Pécsvárad, das im Komitat Baranya im Süden Ungarns liegt. Die Gemeinde liegt drei Kilometer nördlich der Stadt Pécsvárad.
Im Ort befinden sich eine Burg (Vár) und eine barocke Kirche aus dem Jahre 1787. Die Gemeinde hat etwa 400 Einwohner und liegt am Hang des Berges Zengő, etwa 22 km von Pécs entfernt. 
Im nahegelegenen Mecsekgebirge wurde in den letzten Jahren ein Landschaftsschutzgebiet eingerichtet. In der Nähe des Ortes wurden die Spuren einer 5000 Jahre alten Stadt aus der Steinzeit freigelegt. 
Der Ort beherbergt ferner im Pfarrhaus das Gedenkzimmer des Kunstphilosophen Lajos Fülep, ein Heimatmuseum, das 1858 als Haus eines wohlhabenden Bauern mit einer Weberei errichtet wurde, ein Eiermuseum sowie die kulturhistorische Sammlung des Museums Szalmakincstár und die Grabstätte von Pál Rockenbauer.

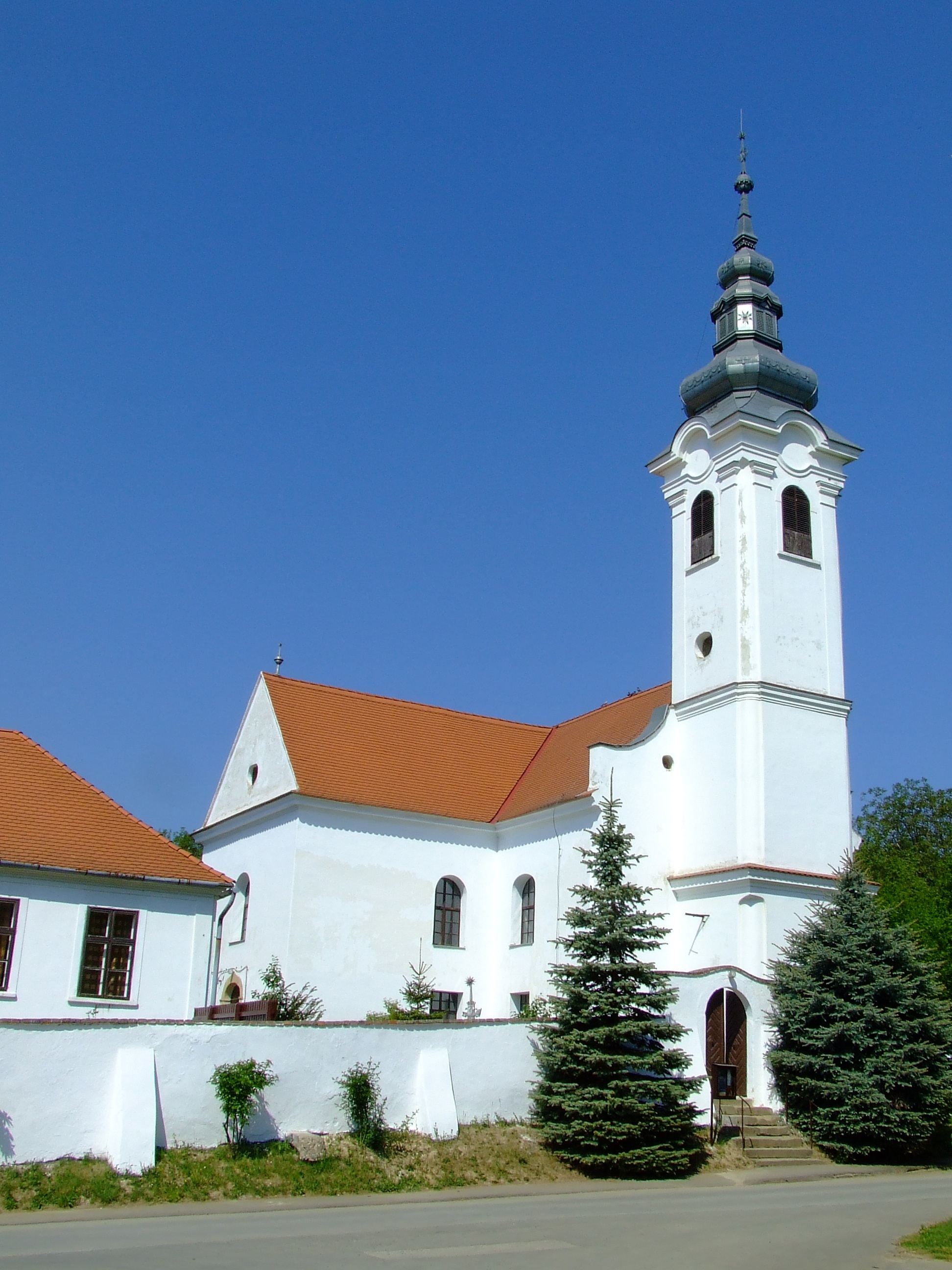
Die protestantische Kirche des Dorfes.

Etwas nördlich des Ortes steht ein über 300 Jahre alter Kastanienbaum ⊙, welcher 2017 ungarischer Baum des Jahres wurde und 2018 als Vertreter Ungarns am Wettbewerb "Europäischer Baum des Jahres" teilnahm.

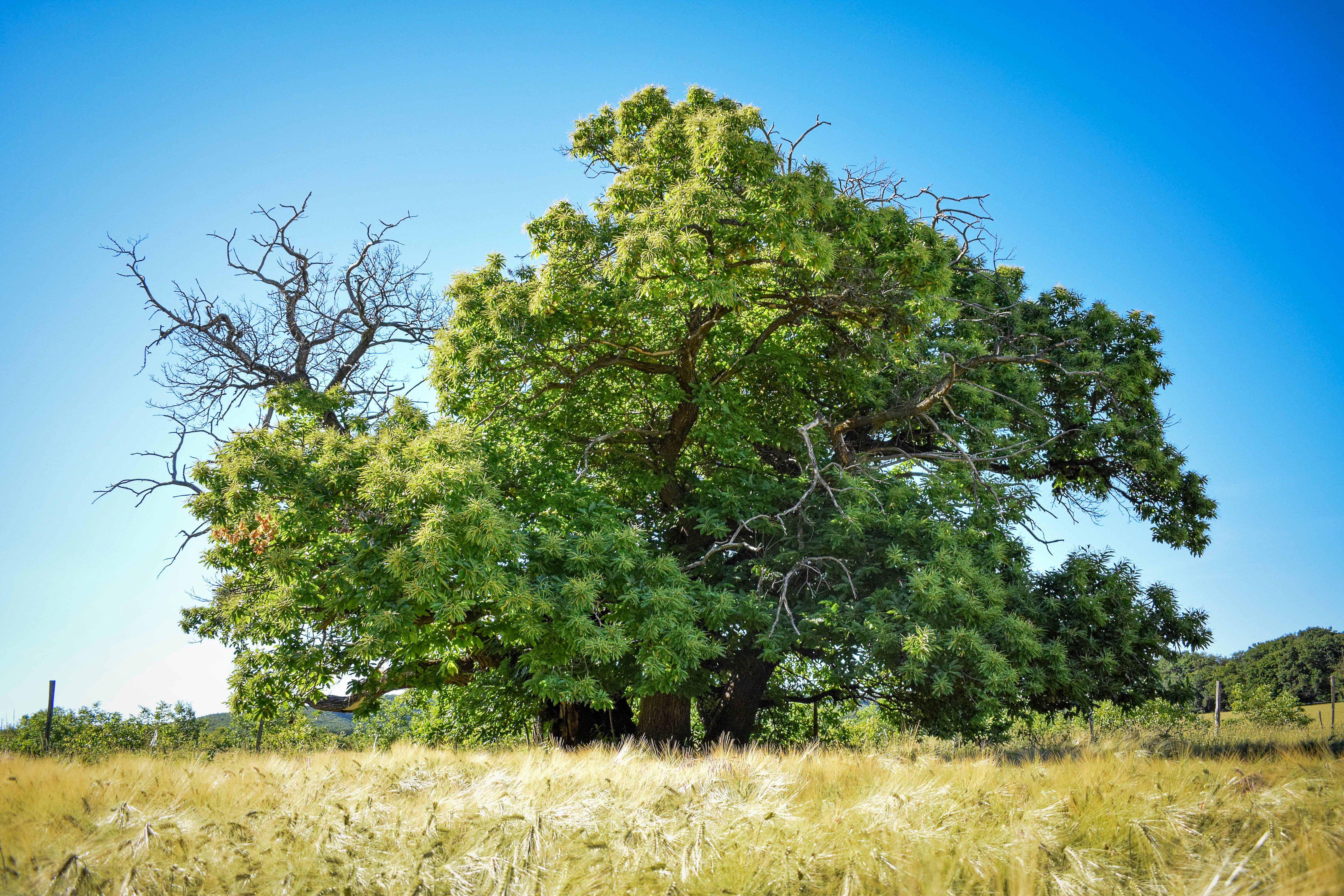
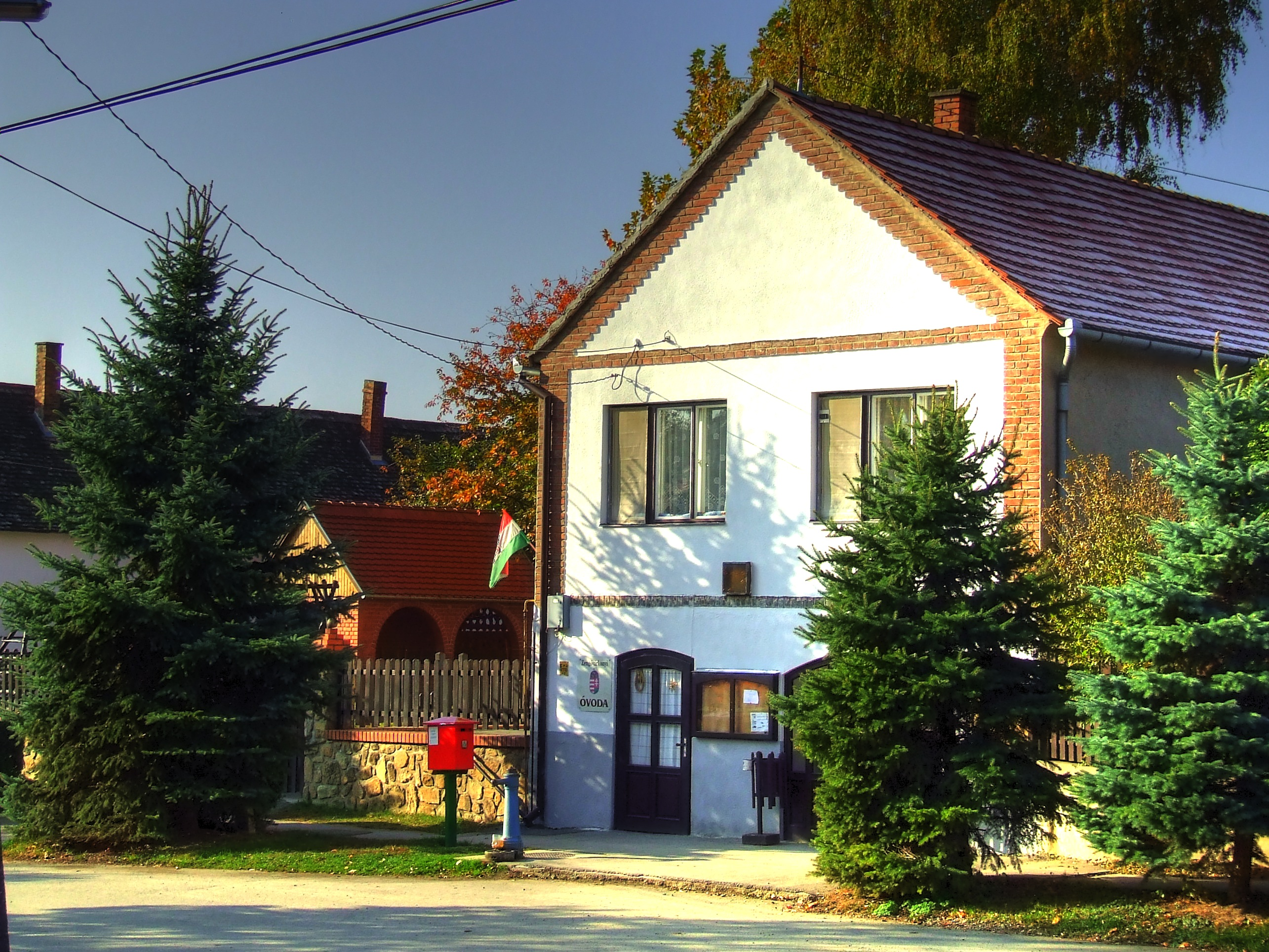
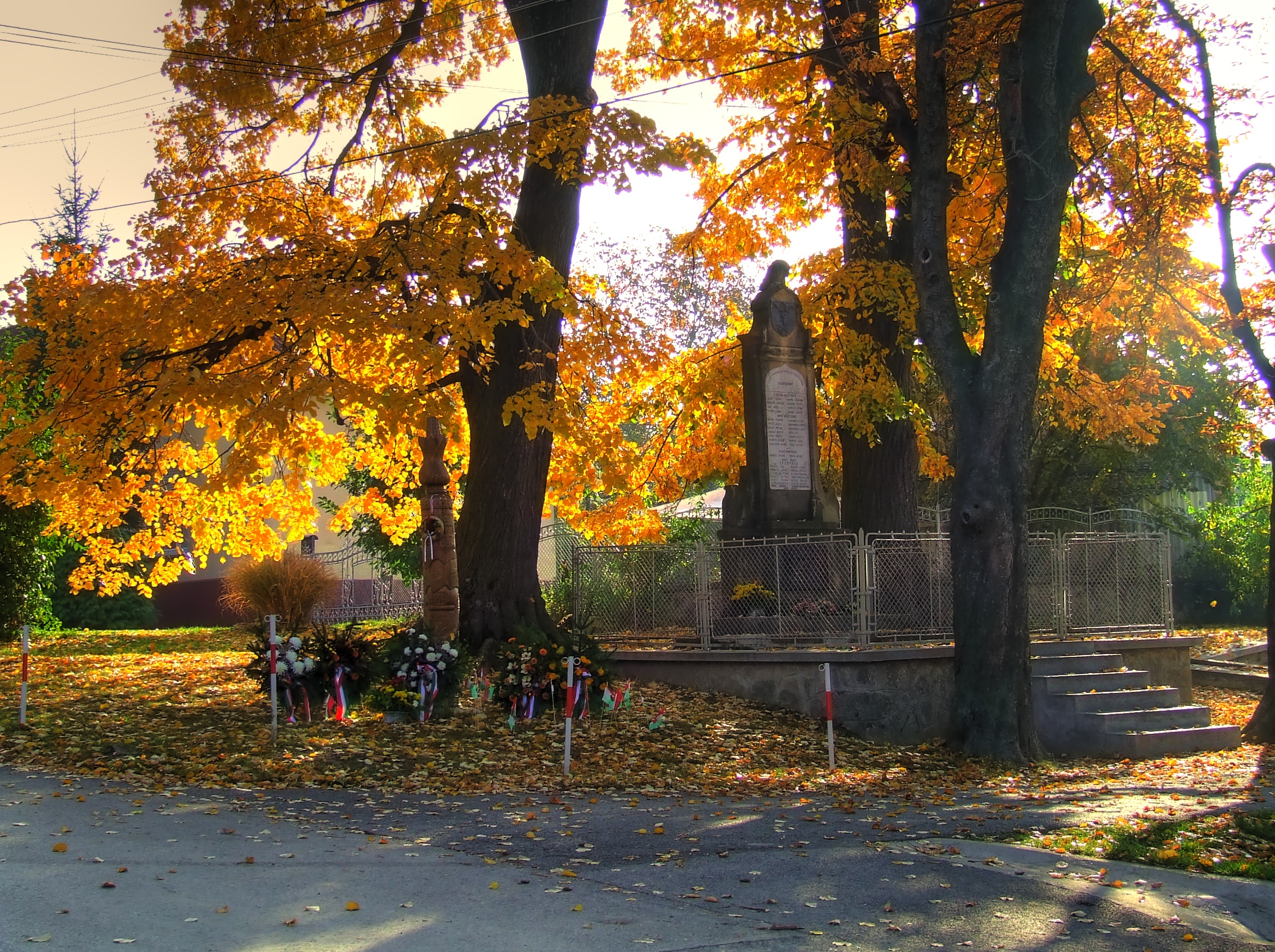
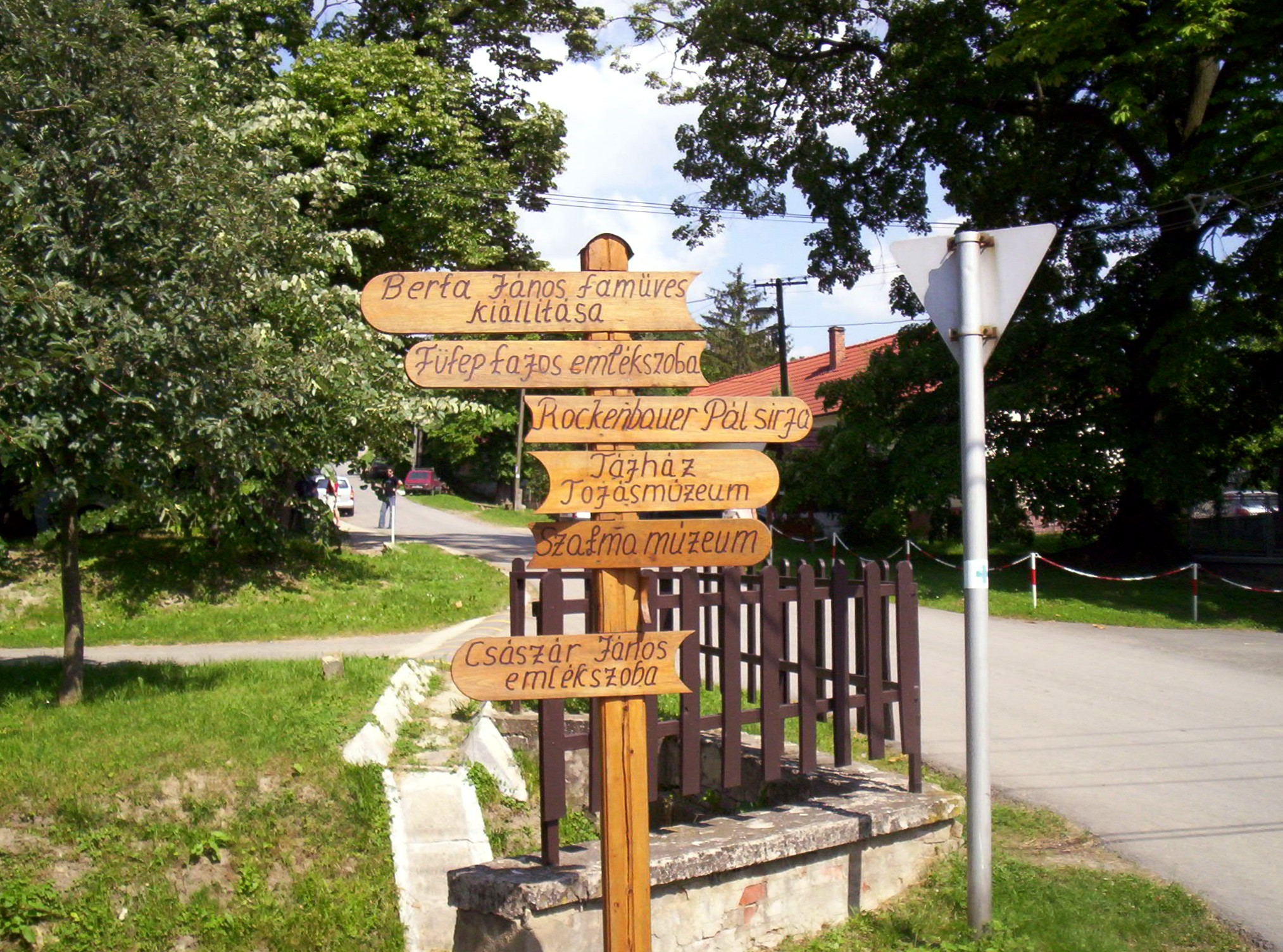